# Jost Dürler

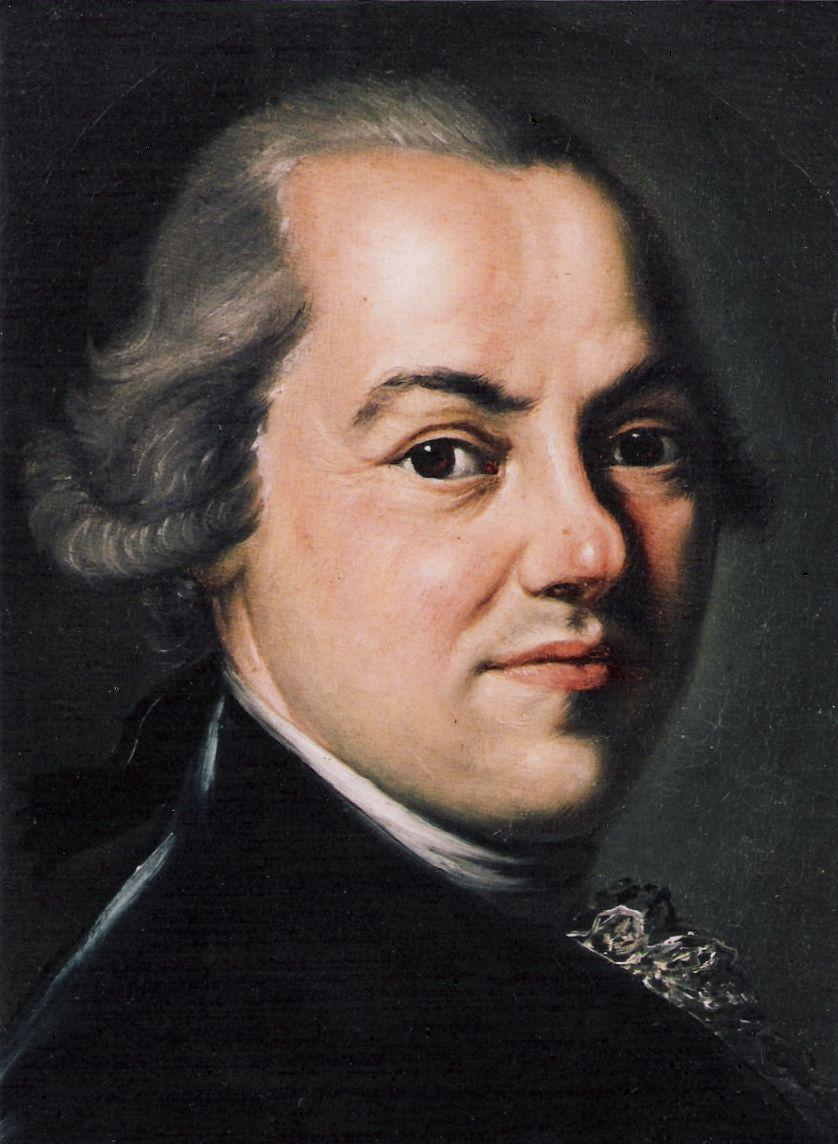
Jost Dürler

Xavier Rudolf Jost Dürler (* 15. Juli 1745 in Luzern; † 18. September 1802 in Alexandria in Ägypten) war ein Schweizer Offizier in französischen und englischen Diensten.

## Leben

### Familie
Jost Dürler war der Sohn von Franz Rudolf Ignaz Dürler und dessen Ehefrau Anna Maria Beatrix (geb. Cysat). 
Er war seit 1780 mit Maria Elisabeth (* 21. März 1757; † 28. Mai 1829), Tochter des Generals Beat Fidel Zurlauben, verheiratet; ihre Tochter Sophie Dürler war mit dem Regierungsrat und Militärdirektor Joseph Anton Schumacher verheiratet. Sein Enkel war der spätere General Felix von Schumacher.

### Werdegang
Jost Dürler trat in ein Regiment der Schweizergarde in französischen Diensten ein, wurde 1763 zum Unterleutnant und 1777 zum Hauptmann befördert. 
1792 hatte er das Kommando über die Palastwache in Paris, als dieses am 10. August gestürmt wurde. 
1794 wurde er Oberstleutnant im englischen Regiment von Roll (siehe auch Schweizer Truppen in englischen und britischen Diensten) und eröffnete in Waldshut und Villingen seine Rekrutierungsbüros; aufgrund der hohen Gehälter konnte er ehemalige Offiziere und Soldaten aus Frankreich und Holland anwerben, sodass Ende Juni das Regiment Royal Etranger bereits 1200 Mann zählte; Besitzer des Regiments war Baron Louis de Roll (* 19. September 1750 in Solothurn).
Er kommandierte dieses Regiment als Stellvertreter auf Korsika, Elba, in Portugal sowie Verona und beteiligte sich während des Zweiten Koalitionskriegs an der englischen Expedition nach Ägypten. Dort verstarb er an der Pest.

Eroberung des Tuilerienpalastes

### Berufliches Wirken
1789 setzte Jost Dürler sich für den festgenommenen General Peter Viktor von Besenval bei der Regierung ein, weil er an dessen Unschuld glaubte.
Nachdem der Oberbefehlshaber der Nationalgarde, Antoine Galiot Mandat de Grancey (1731–1792), ermordet worden war, kommandierte Jost Dürler am 10. August 1792 bei der Verteidigung des Palais des Tuileries (siehe auch Tuileriensturm), bei der ein Grossteil der königlichen Schweizergarde fiel, die Schlossbesatzung und die Nachhut, die er zur Nationalversammlung führte; er entkam gegen Mitternacht, gemeinsam mit Heinrich von Salis-Zizers (1753–1819), in bürgerlicher Kleidung zum Place Vendôme.
Ein Bericht über die Verteidigung der Tuilerien von Jost Dürler befindet sich heute in der Burgerbibliothek Bern.
Während seines Einsatzes in Ägypten war er zweimal verwundet worden; das Regiment wurde im Mai 1802 durch feindliches Feuer und Krankheiten auf 600 Mann reduziert.

## Ehrungen und Auszeichnungen
- Jost Dürler war ein Ritter des Saint Louis-Ordens.[12]
- Für seinen Einsatz bei der Verteidigung des königlichen Palastes in Paris erhielt er am 10. August 1796 vom nach Verona geflüchteten König Louis XVIII. das französische Feldmarschallpatent.
- Er erhielt von General Ralph Abercromby einen reich verzierten Mamelucken-Säbel sowie den osmanischen Ordre du Croissant.

## Trivia
- Im Schweizerischen Landesmuseum Zürich befindet sich ein gedrechselter Passepartout, der nach einer Silhouette König Ludwigs XVI. von Frankreich gebildet war und als Erkennungszeichen, um beim König vorgelassen zu werden, diente.[13]